# Johannes Graf Strachwitz

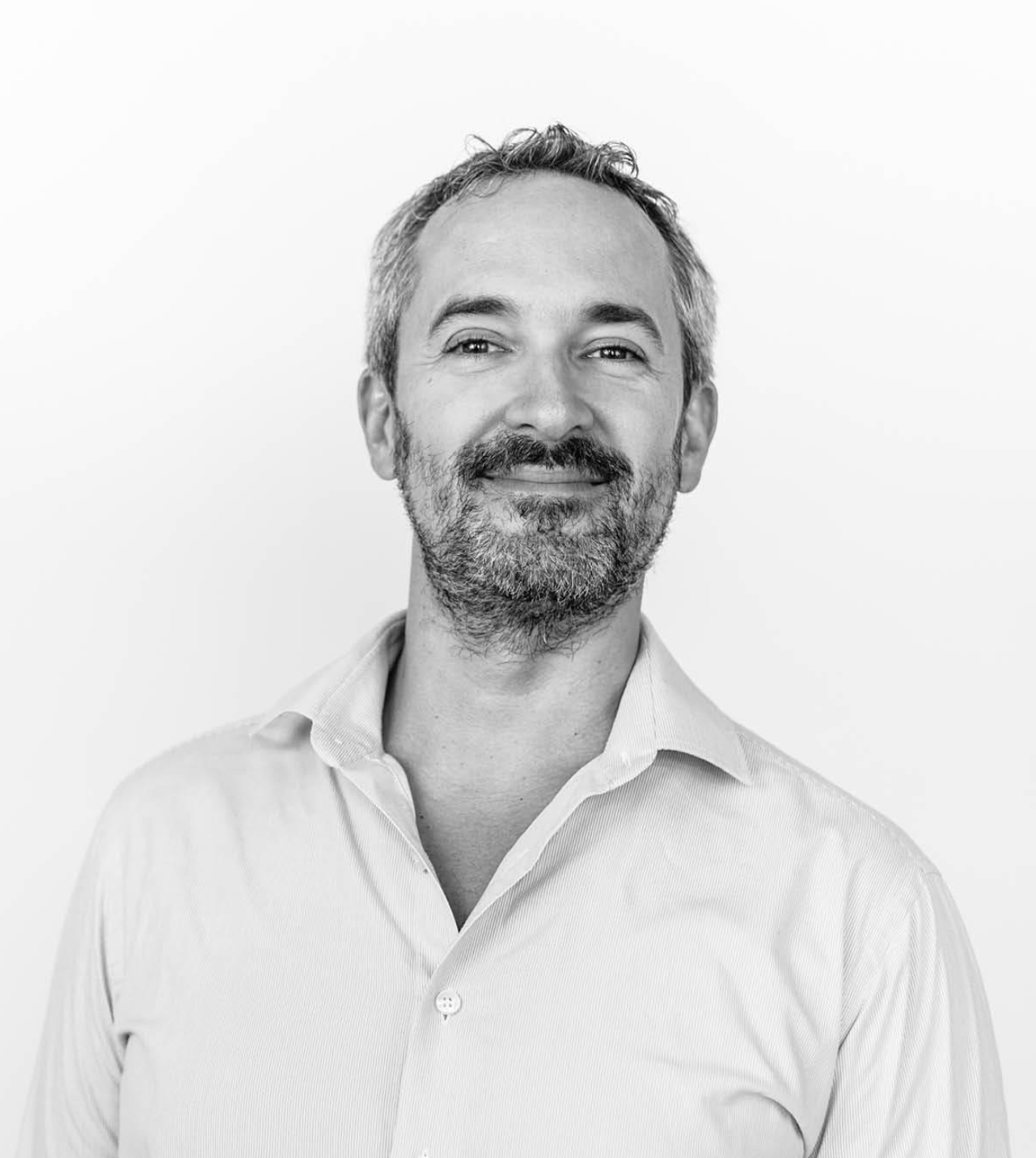
Johannes Graf Strachwitz (2022)

Johannes „Strachi“ Graf Strachwitz (* 15. Juli 1973 in Stuttgart) ist ein deutscher Musik-, Sport- und Eventmanager sowie Serienunternehmer.

## Biografie
Strachwitz studierte an der Universität Hohenheim Wirtschaftswissenschaften. Dort lernte er auch seinen späteren Geschäftspartner Jean-Christoph Ritter kennen. 1996 gründeten die beiden den 0711 Club auf dem Stuttgarter Pragsattel.
Der 0711 Club war der erste Club in Deutschland, der bekannte DJs aus den USA herüber holte, und galt als „das Wohnzimmer“ von Stuttgarter Künstlern wie Freundeskreis, Massive Töne, Max Herre und Afrob, was maßgeblich zum Ruf Stuttgarts als „Mutterstadt“ des deutschen Hip-Hop beitrug.
Ebenfalls im Jahr 1996 rief Strachwitz gemeinsam mit Ritter das 0711 Büro (heute: 0711 Entertainment) am Stuttgarter Rotebühlplatz ins Leben. Mit diesem Büro veranstalteten sie von 2000 bis 2015 die MTV HipHop-Open, das größte eintägige HipHop-Festival Deutschlands. Hier traten Künstler auf wie LL Cool J, Beginner, Snoop Dogg und Wu-Tang Clan.
Zu dieser Firmengruppe gehören Firmen wie 0711 Livecom, 0711 Digital, 0711 Media Production, 0711 Talents, Apertura Sports sowie der Marienkeller, die hauseigene Veranstaltungslocation im 0711-Bürogebäude. Zum engen Gesellschafternetzwerk gehören auch die Konzert- und Tournee-Agentur Chimperator Live, die Veranstaltungslocation Im Wizemann, sowie der Club Perkins Park.
Strachwitz war außerdem Teil des Stuttgarter Hip-Hop-Kollektivs Kolchose. Daneben zeichnete er für das Label Kopfnicker-Records verantwortlich, managte Künstler wie die Band Massive Töne und organisierte mit der 0711-Booking-Agentur Konzertreisen.
Strachwitz entstammt der Familie von Strachwitz, deren Stammhaus Strachwitz bei Breslau lag.

## Weitere unternehmerische Tätigkeiten
2010 gründete Strachwitz die Agentur Apertura Sports, die sich auf die Beratung von Fußballspielern und Trainern konzentriert. Die Agentur hat Büros in Stuttgart, in Reutlingen, im südkoreanischen Jeju und in Shanghai. Strachwitz ist Mitgründer von zwei Krypto-Start-Ups und als Angel Investor in einigen weiteren Firmen investiert.